# 2008 في لاتفيا
فيما يلي قوائم الأحداث التي وقعت خلال عام 2008 في لاتفيا.

## سياسة

### تعيين في المنصب
- 1 فبراير – ساندرا كالنييت عضو في السايما ‏،عضو في السايما ‏.

### انتهاء فترة المنصب
- 1 فبراير – ساندرا كالنييت عضو في السايما ‏،عضو في السايما ‏.

## رياضة
- 1 يناير – كأس رابطة الدول المستقلة 2008 الفائز نادي خزر لنكران.

## وفيات

### أكتوبر
- 1 أكتوبر – تسفي هاري هورويتز (مواليد 1924)